# Pukkisaari (ö i Päijänne-Tavastland, Lahtis, lat 61,43, long 25,83)
Pukkisaari är en ö i Finland. Den ligger i sjön Nuoramoisjärvi och i kommunen Sysmä i den ekonomiska regionen  Lahtis ekonomiska region  och landskapet Päijänne-Tavastland, i den södra delen av landet, 150 km norr om huvudstaden Helsingfors. Öns area är 0,1 hektar och dess största längd är 80 meter i öst-västlig riktning.